# Inferno 31
Inferno 31 är en segelbåt designad av Håkan Södergren. Båten kom ut på marknaden 1983-1984 och tillverkas ännu idag under namnet Saint 313. Den licenstillverkades även i Sverige under namnet Crown 31 och kallas ibland i Finland för Finngulf 31. 

## Källhänvisningar
- Sailguide Inferno 31